# Psychologia zorientowana na proces
Psychologia zorientowana na proces (in. praca z procesem, praca ze śniącym ciałem, psychologia procesu; ang. process oriented psychology, process work, dreambody work, skrót. POP) – kierunek psychoterapeutyczny, zapoczątkowany w latach siedemdziesiątych XX wieku przez Arnolda Mindella i rozwijany przez grupę skupionych wokół niego osób.

## Charakterystyka metody
Psychologia procesu Arnolda Mindella to przede wszystkim dziedzina praktyczna oferująca własne, jak i wypracowane przez inne szkoły terapeutyczne, sposoby pracy z szerokim spektrum problemów i objawów. Twórcy metody odwołują się do 
- taoizmu filozoficznego
- myśli C.G.Junga
- teorii informacji oraz różnych koncepcji pochodzących z obszaru współczesnych nauk przyrodniczych.

Psychologia zorientowana na proces jako metoda eklektyczna wykorzystuje metody wypracowane przez takie szkoły jak:
- terapia analityczna Junga
- terapia Gestalt
- podejście skoncentrowane na osobie Rogersa
- podejście systemowe i komunikacyjne

Psychologia zorientowana na proces jest otwartym, interdyscyplinarnym podejściem wspierającym zmiany indywidualne i zbiorowe. W praktyce tego podejścia łączy się pracę ze snem, z ciałem, z symptomami, z relacjami i pracę z dużymi grupami. Metoda oferuje nowe sposoby radzenia sobie z obszarami doświadczenia, które są odbierane jako problematyczne lub bolesne. Objawy fizyczne, problemy relacyjne, konflikty grupowe i napięcia społeczne, po potraktowaniu ich z ciekawością i szacunkiem, mogą stać się impulsem istotnym dla rozwoju osobistego jak i czynnikami społecznej zmiany. Metodę Arnolda Mindella można zaliczyć do nurtu terapii humanistycznych. Jest to podejście fenomenologiczne, w którym dla terapeuty najważniejsze są subiektywne znaczenia nadawane własnemu doświadczeniu przez klienta. Koncentruje się ono na relacji zachodzącej pomiędzy sposobem doświadczania otaczającego świata i własnej osoby a możliwościami osobistego i kolektywnego rozwoju, możliwością zmiany zachowania i poszerzenia możliwości wyboru w konkretnych sytuacjach, możliwością odbudowy poczucia życiowej satysfakcji i spełnienia.

## Badania nad nurtem
Psychoterapia zorientowana na proces była jednym z ośmiu kierunków terapeutycznych zbadanych w szwajcarskim longitudinalnym badaniu efektywności. Badacze porównywali w nim nurty ortodoksyjnej psychoanalizy, i nieortodoksyjne podejścia, m.in. egzystencjalne i transakcyjne. Nie stwierdzili różnic pomiędzy efektywnością wybranych systemów. Pozbawione grupy kontrolnej badanie 30 osób zgłaszających się z zaburzeniami psychicznymi sugeruje, że odczuwały poprawę i były zadowolone z terapii. Badanie 10 stażystów w ośrodku gerontologicznym sugeruje, że terapeuci bliżsi podejściu zorientowanemu na proces są bardziej zadowoleni. Opisane w Japonii studium przypadku scharakteryzowało psychoterapię zorientowaną na proces jako skuteczną w pomocy z problemami natury psychosomatycznej kobiety z depresją i zaburzeniami odżywiania. Inne studium przypadku dotyczy poszerzania zakresu pracy z dzieckiem przechodzącym trudności związane z separacją od rodziców. Techniki psychologii zorientowanej na proces są z powodzeniem używane w superwizji. Metaumiejętności w znaczeniu opisywanym przez Amy Mindell mogą być pomocne w pracy z poliamorycznymi klientami. 
Australijskie badanie sugeruje, że metody pracy interpersonalnej wywodzące się z psychologii zorientowanej na proces mogą okazać się pomocne w rozwiązywaniu zagadnień związanych z sytuacją zagranicznych studentów i poprawą komunikacji międzykulturowej w obrębie środowiska studenckiego.

## Obszary zastosowania pracy z procesem
- praca ze snami,
- praca z symptomami fizycznymi,
- praca z ciałem,
- praca z relacjami – komunikacja, projekcje, zaśnienia, sny relacyjne i mit relacji,
- praca z rodziną,
- praca z uzależnieniami,
- praca z krytykiem wewnętrznym,
- praca z transem i osobami w śpiączce,
- praca wewnętrzna,
- twórczość,
- praca z nadużyciami,
- praca z grupą,
- praca ze społecznościami,
- przywództwo, zarządzanie organizacjami,
- mediacje, rozwiązywanie konfliktów w organizacjach